# Jean-Paul Civeyrac
Jean-Paul Civeyrac (* 24. Dezember 1964 in Lyon, Frankreich) ist ein französischer Filmregisseur und Professor an der Filmhochschule La fémis in Paris.
Zu seinen Entdeckungen gehören die Schauspieler:
- Renaud Becard in Le doux amour des hommes
- Lucia Sanchez in Les Solitaires
- Valérie Crunchant in All die schönen Versprechungen
- Camille Berthomier in A travers la forêt

## Filmografie (Auswahl)
- 1997: Stiefkinder Gottes (Ni d’Ève ni d’Adam)
- 2000: Les Solitaires
- 2002: Fantômes
- 2002: Le doux amour des hommes
- 2003: All die schönen Versprechungen (Toutes ces belles promesses)
- 2005: A travers la forêt
- 2010: Des filles en noir
- 2018: A Paris Education
- 2022: Une femme de notre temps

## Auszeichnungen
- Jean-Vigo-Preis 2023 für All die schönen Versprechungen